# Hemiexarnis peperida
Hemiexarnis peperida là một loài bướm đêm trong họ Noctuidae.